# I Storm og Stille
I Storm og Stille er en dansk stumfilm fra 1915, der er instrueret af Vilhelm Glückstadt efter manuskript af Emanuel Gregers.

## Handling
Filmen handler om den unge Teddy Faulkner, der efter et letsindigt ungdomsliv endelig træffer den kvinde, der får ham til at bryde med sin fortid.

## Medvirkende
- Valdemar Møller - Grosserer Clark
- Hildur Møller - Fru Clark
- Gudrun Houlberg - Alice, Clarks datter
- Emanuel Gregers - Teddy Faulkner
- Kai Holberg - Bunny, Teddys ven
- Peter S. Andersen - Gibien, en ågerkarl
- Charles Løwaas - Bryllupsgæst
- Osvald Helmuth - Teatergæst
- Viggo Larsen - Clarks chauffør
- Ragnhild Sannom - Tjener